# Arthur Schröter
Arthur Schröter (* 1859 in Passenheim; † 9. Juli 1915 in Berlin) war ein deutscher Veterinärmediziner und Ministerialbeamter.

## Leben
Schröter studierte an der Schlesischen Friedrich-Wilhelms-Universität. Er war seit dem Sommersemester 1877 Fuchs im Corps Lusatia Breslau und wurde 1878 recipiert. Er wurde Ministerialdirektor im Preußischen Ministerium für Landwirtschaft, Domänen und Forsten. Er erhielt drei Ehrendoktorate. Er starb in Berlin im 56. Lebensjahr. Schröter war der ältere Bruder der Kunst- und Kulturhistorikerin Marie Luise Gothein, geb. Schröter.

## Werke
- mit Kurt Klimmeck,  Max Hellich und Fritz Backhaus: Das Fleischbeschaugesetz (vom 3. Juni 1900) nebst preußischem Ausführungsgesetz und Ausführungsbestimmungen sowie dem preußischen Schlachthausgesetze, 5 Auflagen. Berlin 1930–1934. (DNB 578612410)

## Ehrungen
- Roter Adlerorden 2. Klasse mit Stern und Eichenlaub[1]
- Charakter als Wirklicher Geheimer Oberregierungsrat[3]
- Ehrenmitglied des Corps Lusatia Breslau[2]
- Dr. med. vet. h. c. durch die Tierärztliche Hochschule Berlin (TiHo) am 27. Januar 1911 unter dem ersten Rektor Richard Eberlein[3]